# Playmates Toys
Playmates Toys Limited est une entreprise de jouets basée à Hong Kong. 

## Histoire
Fondée à Hong Kong en 1966 par Sam Chan Tai-ho sous le nom de Playmates Industrial, la société fabrique des poupées pour d'autres entreprises. En 1975, Playmates commence à commercialiser sa propre ligne de jouets pour enfants d'âge préscolaire et ouvre une filiale américaine à Boston en 1977. Une autre filiale est créée en Californie en 1983 ; en 1984, la société entre en bourse.
Le premier grand succès de la société remonte à 1986, avec la commercialisation d'une poupée robot électronique jouant sur une cassette, appelée Cricket. En 1989, la société commercialise les figurines Teenage Mutant Ninja Turtles, qui se vendent très bien. Le succès de ces deux jouets a conduit à un âge d'or de 1990 à début 1993. En 1990, les ventes atteignent 4,13 milliards de dollars américains et le bénéfice net d'1,21 milliard de dollars HK. En 1995, la société subit une perte de 97,59 millions de dollars HK.

## Playmates Interactive Entertainment
Playmates Interactive Entertainment Inc. est fondée en 1994 en tant que filiale de Playmates Toys Holdings, la société mère de Playmates Toys. En septembre 1996, la branche américaine de Playmates Toys et Playmates Interactive Entertainment ont transféré leur siège social, ainsi que 50 employés, à Costa Mesa, en Californie. À la même époque, Gary Rosenfeld et Chris Archer rejoignent la société en tant que vice-président des affaires commerciales et producteur, respectivement. En août 1997, le président de Playmates Interactive Entertainment, Richard Sallis, démissionne et est remplacé par Ron Welch,. Playmates Interactive Entertainment cesse ses activités en mai 2000.